# Volkshochschule Hietzing
Die Volkshochschule Hietzing in Wien-Hietzing bietet je Semester mehr als 500 Kurse an und dient weiters als Begegnungszentrum für Ausstellungen, Vorträge, Kongresse und Veranstaltungen. Im Gebäude ist auch eine Filiale der Büchereien Wien untergebracht.

## Geschichte
Nach dem Krieg, am 12. Mai 1945, wurde im Siedlerheim der Siedlergemeinschaft SAT (Siedlung Auhofer Trennstück) am Sillerplatz mit dem Neuaufbau der VHS Hietzing begonnen. Karl Swoboda, ein Eisenbahner, und seine Frau Maria, begannen mit einer Leihbibliothek. Diverse Vereinsumbildungen führten am 13. Jänner 1947 zur Bezeichnung Volkshochschule Hietzing. Die ersten Jahre nach dem Krieg waren von Not geprägt. Die Bemühungen richteten sich 1947 darauf, Kohle fürs Heizen zu bekommen und die Ernährungslage der Vortragenden zu verbessern.

## Gebäude
Die VHS-Gebäude in der Hofwiesengasse wurde nach den Plänen des Architekten Fred Freyler in den Jahren 1971 bis 1974 errichtet. 2001 wurde die Fassade vom Maler Martin Praska zum Thema Erwachsenenbildung mit Wegdarstellungen in verschiedenen Schweregraden gestaltet. 2014 gestaltete Markus Tripolt die Fassade mit der Hauptfarbe Weiß.

## Filmografie
- Starker Tobak – Kurzfilm der VHS Hietzing zum 60. Geburtstag, von Robert Streibel mit Barbara Rett, Wilhelm Filla, Manfred Schindler, Wien 2007. Online youtube.com 9:45min
- Sprechende Materie – Ein Vorstoß in unbekannte Wissensräume, von Robert Streibel, Nick Mangafas, Iris Steininger, Lisa  Zimmermann, Stefan Schefer mit Kaugummi, Wien 2008. Online youtube.com 5:12min
- ICH WEISS. Das Jalousienballet. Wolfgang Seligo hat zum 70. Geburtstag der VHS Hietzing ein Stück komponiert. Wien 2017. Online youtube.com 4:15min